# Нахвиоци (Лопаре)
Нахвиоци су насељено мјесто у општини Лопаре, Република Српска, БиХ. Према попису становништва из 2013. у насељу је живјело 15 становника.

## Становништво
Према званичним пописима, Нахвиоци су имали сљедећи етнички састав становништва:
| Националност       | 2013.       | 1991.        | 1981.        | 1971.        |
| Муслимани          | 0           | 761 (91,25%) | 859 (96,41%) | 915 (98,71%) |
| остали и непознати | 0           | 53 (6,355%)  | 0            | 1 (0,108%)   |
| Хрвати             | 1 (6,66%)   | 14 (1,679%)  | 8 (0,898%)   | 6 (0,647%)   |
| Југословени        | 0           | 5 (0,600%)   | 5 (0,561%)   | 0            |
| Срби               | 14 (93,34%) | 1 (0,120%)   | 19 (2,132%)  | 5 (0,539%)   |
| Укупно             | 15          | 834          | 891          | 927          |

| Демографија | Демографија | Демографија |
| Година      | Становника  | Становника  |
| ----------- | ----------- | ----------- |
| 1971.       | 927         |             |
| 1981.       | 891         |             |
| 1991.       | 834         |             |
| 2013.       | 15          |             |